# Борьба на летних Азиатских играх 1998
Соревнования по борьбе на летних Азиатских играх 1998 года проходили с 12 по 18 декабря в Бангкоке (Таиланд). Состязания проходили только среди мужчин.

## Общий медальный зачёт
| Место | Страна           | Золото | Серебро | Бронза | Всего |
| ----- | ---------------- | ------ | ------- | ------ | ----- |
| 1     | Республика Корея | 7      | 0       | 2      | 9     |
| 2     | Иран             | 5      | 1       | 1      | 7     |
| 3     | Казахстан        | 2      | 1       | 3      | 6     |
| 4     | КНДР             | 2      | 1       | 0      | 3     |
| 5     | Узбекистан       | 0      | 6       | 2      | 8     |
| 6     | Япония           | 0      | 2       | 2      | 4     |
|       | Монголия         | 0      | 2       | 2      | 4     |
| 7     | Сирия            | 0      | 2       | 0      | 2     |
| 8     | Кыргызстан       | 0      | 1       | 0      | 1     |
| 9     | Китай            | 0      | 0       | 4      | 4     |
| Всего | Всего            | 16     | 16      | 16     | 48    |

## Греко-римская борьба
| Категория | Золото                       | Серебро                          | Бронза                       |
| --------- | ---------------------------- | -------------------------------- | ---------------------------- |
| До 54 кг  | Сим Гвон Хо Республика Корея | Кан Ён Гюн КНДР                  | Ван Хуэй Китай               |
| До 58 кг  | Ким Ин Соп Республика Корея  | Аслиддин Худойбердиев Узбекистан | Шэн Цзэтянь Китай            |
| До 63 кг  | Чой Сансон Республика Корея  | Баходир Курбанов Узбекистан      | И Шаньцзюнь Китай            |
| До 69 кг  | Сон Санпиль Республика Корея | Мхитар Манукян Казахстан         | Григорий Пуляев Узбекистан   |
| До 76 кг  | Бахтияр Байсеитов Казахстан  | Такамицу Катаяма Япония          | Ким Джунсуп Республика Корея |
| До 85 кг  | Пак Мёнсок Республика Корея  | Раатбек Санатбаев Киргизия       | Хидэкадзу Ёкояма Япония      |
| До 97 кг  | Сергей Матвиенко Казахстан   | Мохаммад аль-Хайек Сирия         | Пак У Республика Корея       |
| До 130 кг | Махди Сабзали Иран           | Шермухаммад Кузиев Узбекистан    | Чжао Хайлинь Китай           |

## Вольная борьба
| Категория | Золото                       | Серебро                              | Бронза                           |
| --------- | ---------------------------- | ------------------------------------ | -------------------------------- |
| До 54 кг  | Джин Джудон КНДР             | Бехнам Тайеби Иран                   | Маулен Мамыров Казахстан         |
| До 58 кг  | Ли Ёнсам КНДР                | Оюунбилэгийн Пурэвбаатар Монголия    | Мохаммад Талаей Иран             |
| До 63 кг  | Чан Джэ Сон Республика Корея | Рамиль Исламов Узбекистан            | Буянтогтохын Цогтбаатар Монголия |
| До 69 кг  | Амир Таваколиан Иран         | Ахмад аль-Аоста Сирия                | Рюдзабуро Кацу Япония            |
| До 76 кг  | Мун Ый Джэ Республика Корея  | Кэндзи Косиба Япония                 | Руслан Велиев Казахстан          |
| До 85 кг  | Алиреза Хейдари Иран         | Расул Катиновасов Узбекистан         | Магомед Куруглиев Казахстан      |
| До 97 кг  | Аббас Джадиди Иран           | Долгорсурэнгийн Сумъяабазар Монголия | Сослан Фраев Узбекистан          |
| До 130 кг | Алиреза Резаи Иран           | Георгий Кайсынов Узбекистан          | Гэлэгжамцын Осохбаяр Монголия    |